# Makonnen Haile Selassie

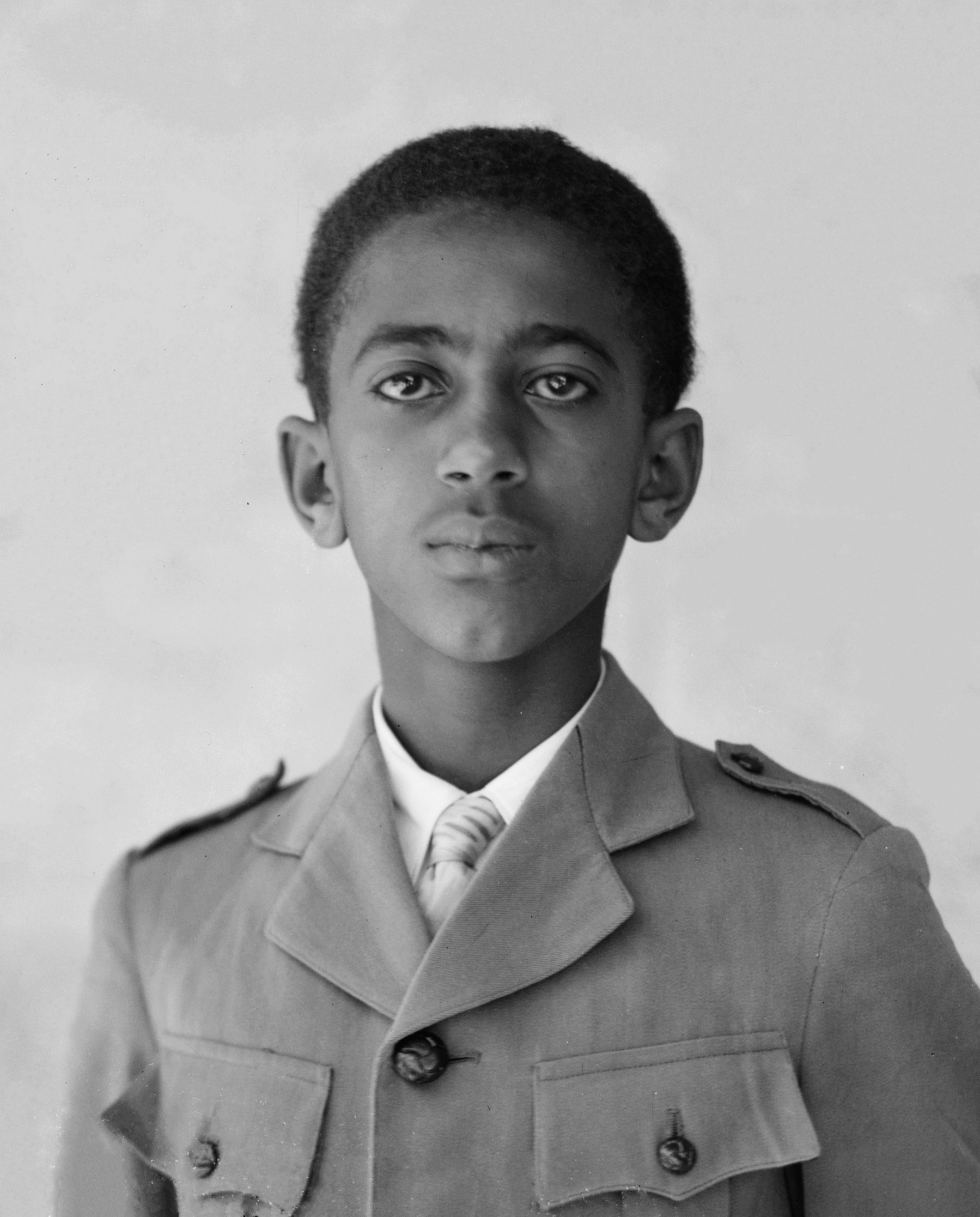
Makonnen Haile Selassie

Prinz Makonnen Haile Selassie, Herzog von Harar (Taufname: Araya Yohannes; * 16. Oktober 1924 in Addis Abeba; † 13. Mai 1957 ebenda) war der zweite Sohn und das zweitjüngste Kind von Kaiser Haile Selassie von Äthiopien und Kaiserin Menen Asfaw. Bei der Krönung seiner Eltern im Jahr 1930 wurde er zum Mesfin (oder Herzog) von Harar ernannt.
Es wurde weithin angenommen, dass Kaiser Haile Selassie den Herzog von Harar gegenüber all seinen anderen Kindern bevorzugte, und es wurde sogar das Gerücht verbreitet, dass der Kaiser erwog, Makonnen anstelle seines liberalen älteren Sohnes, Kronprinz Amha Selassie I., zu seinem Erben zu ernennen. Prinz Makonnen starb jedoch 1957 bei einem Autounfall auf dem Weg von Debre Zeyit, östlich von Addis Abeba, in den Ferienort Nazret. Er wurde in der Krypta der Kathedrale der Heiligsten Dreifaltigkeit in Addis Abeba beigesetzt.

## Ehrungen und Auszeichnungen
Prinz Makonnen erhielt zahlreiche Auszeichnungen und Orden:
- Großes Halsband und Kette des Ordens von Salomon
- Großer Kordon des Ordens vom Siegel Salomons
- Großer Kordon des Ordens der Heiligen Dreifaltigkeit
- Großer Kordon des Ordens von Menelik II.
- Großer Ordenskranz des Ordens des Sterns von Äthiopien
- Kaiserliche Krönungsmedaille in Gold (1930)
- Großes Kommandeurskreuz des schwedischen Wasaordens (1935)
- St.-Georgs-Medaille des Krieges
- Haile-Selassie-I.-Kriegsmedaille
- Haile-Selassie-Goldmedaille
- Stern des Sieges (1944)
- Exilmedaille mit fünf Fackeln (1945)
- Ritter des Königlichen Seraphinenordens von Schweden (1954)
- Ritter des Elefanten-Ordens von Dänemark (1954)
- Großkreuz des Ordens de Isabel la Católica von Spanien (1954)
- Großkreuz des Verdienstordens der Bundesrepublik Deutschland (1954)
- Großkreuz des St.-Olav-Ordens von Norwegen (1954)
- Großkreuz des Ordens Leopolds II. von Belgien (1954)
- Großkreuz des Hausordens von Oranien der Niederlande (1954)
- Großkreuz des Phönix-Ordens von Griechenland (1954)
- Großes Goldenes Ehrenzeichen am Bande für Verdienste um die Republik Österreich (1954)
- Orden vom jugoslawischen Groß-Stern, 1. Klasse (1954)
- Kaiserliche Silberne Jubiläumsmedaille, 1. Klasse (1955)
- Großer Kordon des Chrysanthemenordens von Japan (1956)
- Großes Kordon des Ordens des Sterns von Birma (1958, postum)
- Großes Kreuz des Ordens Georgs I. von Griechenland (1959, postum)